# Jurriaan Andriessen

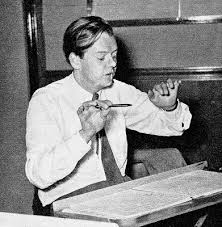
Jurriaan Andriessen

Jurriaan Hendrik Andriessen (* 15. November 1925 in Haarlem; † 23. August 1996 in Den Haag) war ein niederländischer Komponist, Sohn des Komponisten Hendrik Andriessen und Bruder von Louis Andriessen.

## Leben und Wirken
Er studierte am Konservatorium Utrecht bei André Jurres (Piano) und Willem van Otterloo (Orchesterdirektion), ging 1947 nach Paris, studierte dort unter anderem bei Olivier Messiaen. Mit seiner Komposition Het monsterlijke uur für Blasorchester und zwei Klaviere bekam er 1948 als erster Preisträger den Johan-Wagenaar-Preis in den Niederlanden. Weitere Studien folgten aufgrund eines Stipendiums der UNESCO und später durch die Rockefeller-Foundation bei Aaron Copland und Sergei Alexandrowitsch Kussewizki sowie am Berkshire Music Centre in Tanglewood, Massachusetts, USA. Anschließend machte er Studienreisen durch Italien und Deutschland. Für die Krönung der vormaligen Prinzessin Beatrix zur Königin der Niederlande komponierte er Entrada della Regina für Blechbläser, Pauken und Orgel.

## Werke

### Werke für Orchester
- 1947: Symphonietta concertante für 4 Trompeten und Orchester
- 1948: Concertino für Piano und Orchester
- 1949: Symphonie Nr. 1 „Berkshire symphonies“
- 1952: Concerto für Flöte und Orchester
- 1963: Symphonie Nr. 3 : (Symphonyen fan Fryslân)
- 1966: Concerto Rotterdam für Jazz-Combo und Symphonie-Orchester
- 1968: Contra-bande Rhapsodia interrotta per orchestra e sousaphono
- 1970: Symphony Nr. 5 „Time-spirit“ für Klarinette und Orchester
- 1971: Ars antiqua musicae casual music for connoisseurs and amateurs for five wind instruments, viola, guitar and percussion
- 1977 Psalmen trilogie nach Gabriel Smit – Psalmen aufs Neue für Bariton solo, gemischten Chor, Orchester

### Werke für Blasorchester
- 1950: Marsch für das niederländische Rote Kreuz
- 1960: Thai Rhapsody für symphonisches Blasorchester zum Besuch des thailändischen Königs Bhumibol in den Niederlanden
- 1961: Jaarbeursmars
- 1961: De Scheveningse Pier
- 1962: Symphonie Nr. 2 für Blasorchester
- 1968: A Mexican Overture
- 1972: Rococco Concerto für Solo-Klarinette und symphonisches Blasorchester
- 1981: Suite für Jazz-Ensemble und Blasorchester
- 1982: Song for Lilian
- 1984: Sinfonia „Il Fiume“ für symphonisches Blasorchester. Komponiert für das Weltmusikfestival (World Music Contest), Kerkrade, Niederlande
  1. Lento Allegro
  2. Adagio
  3. Scherzo
  4. Allegro Vivace
- 1987: Overture for an Imaginary play
- 1988: A Suite for Jazz-Ensemble and (Wind-)Band
  1. A Bluebird
  2. A Ballad
  3. A Samba
- 1988: Dynamic Overture
- 1989: Entrata della Regina für zwei Trompeten, zwei Hörner, drei Posaunen, Tuba, Pauken und Orgel ad libitum
- Concerto grosso für Saxophonquartett und Blasorchester
  1. Allegro Giusto
  2. Larghetto
  3. Allegro Giocoso
- Inno Della Tecnica
- Lunar orbiter – Mars
- Music for Bandstand
  1. Mars
  2. Canary
  3. Marlied
  4. Passepied
  5. Tambourine
  6. Mars
- Pavane
- Song for Lilian

## Filmografie
- 1956: Décembre, mois des enfants (Kurzfilm)
- 1958: Das Dorf am Fluß (Dorp aan de rivier)
- 1963: Wie zwei Tropfen Wasser (Als twee druppels water)
- 1963: De mooiste tijd (Kurzfilm)
- 1965: Koning David (Fernsehfilm)
- 1966: Feuer auf der Haut (De dans van de reiger)
- 1968–1992: De Fabeltjeskrant (Fernsehserie)
- 1975: Flanagan
- 1982: Weekend (Fernsehserie)
- 1982: Alleen
- 1983: Sanne (Fernsehserie)
- 1986: Der Anschlag (De aanslag)